# 胡安·梅嫩德斯·皮达尔
胡安·梅嫩德斯·皮达尔（西班牙語：Juan Menéndez Pidal，1858年5月31日—1915年12月28日）是西班牙法学家、案卷保管人、历史学家和诗人。路易斯·梅嫩德斯·皮达尔和拉蒙·梅嫩德斯·皮达尔的兄长。晚年担任西班牙国家历史档案馆馆长，收集整理并出版了许多阿斯图里亚斯传统诗歌和民俗文学作品，为西班牙传统文化研究做出了杰出贡献。

## 生平
出生于马德里，祖籍阿斯图里亚斯。先后在拉科鲁尼亚和奥维耶多完成中学学业。后在巴利亚多利德大学攻读民法和教会法；1881年获得马德里中央大学博士学位。1891年至1893年担任卢戈省里瓦德奥市的国会众议院民意代表；1899年至1903年先后担任蓬特韦德拉省、瓜达拉哈拉省和布尔戈斯省的民事行政长官。他也热衷于新闻事业，为许多杂志投过稿，担任过马德里一些报纸的主编。1905年开始担任国家历史档案馆馆长，直至去世。1914年入选西班牙皇家语言学院院士。

## 著作
- Juan Menéndez Pidal. . M. Murillo. 1881  [2019-03-10]. （原始内容存档于2019-08-22） （西班牙语）.
- Juan Menéndez Pidal. . Imp. de los Hijos de J. A. García. 1890 （西班牙语）.
- Juan Menéndez Pidal. . Tip de la Reviste de arch., bibl. y museos. 1907 （西班牙语）.